# Durenque (Agout)
Die Durenque ist ein Fluss in Frankreich, der im Département Tarn in der Region Okzitanien verläuft. Sie entspringt beim Weiler Reclot, im südlichen Gemeindegebiet von Le Bez, entwässert generell in westlicher Richtung durch den Regionalen Naturpark Haut-Languedoc und mündet nach rund 32 Kilometern im Stadtgebiet von Castres als linker Nebenfluss in den Agout.

## Orte am Fluss
(Reihenfolge in Fließrichtung)
- Durenque, Gemeinde Le Bez
- Cambounès
- Boissezon
- Noailhac
- Valdurenque
- Lagarrigue
- Castres